# Tillandsia grazielae
Tillandsia grazielae är en gräsväxtart som beskrevs av Dimitri Sucre Benjamin och R.Braga. Tillandsia grazielae ingår i släktet Tillandsia och familjen Bromeliaceae. Inga underarter finns listade i Catalogue of Life.